# Marieke de Vries
Marieke de Vries (Hoofddorp, 5 juli 1972) is een Nederlands journalist. 
Ze doet verslag  NOS in het NOS Journaal en op NPO Radio 1. Daarvoor werkte ze als correspondent in China en de Verenigde Staten.

## Loopbaan
De Vries is de dochter van een onderwijzer en een gehandicaptenverzorgster. Ze studeerde journalistiek aan de Christelijke Hogeschool Windesheim in Zwolle. Tijdens haar studie liep zij stage bij de KRO en bij Stads-TV Rotterdam, de voorloper van RTV Rijnmond. Na het afronden van haar opleiding in 1996 ging zij als freelancer werken bij Stads-TV Rotterdam en kwam later in dienst bij SBS Productions. Hier was zij werkzaam als verslaggever voor Hart van Nederland.
Sinds 2004 is De Vries verbonden aan de NOS, waar zij werkzaam is als verslaggever voor het NOS Journaal. Haar specialiteit werd verslaggeving over het Koninklijk Huis. Naast verslaggever was ze ook plaatsvervangend Chef Binnenland bij het NOS Journaal. In geval van nieuwsontwikkelingen rond het Koninklijk Huis was De Vries veel te zien op televisie. Ze versloeg onder andere de nasleep van de aanslag in Apeldoorn in 2009, de actie van de Damschreeuwer in 2010 en het skiongeluk van Prins Friso in 2012.
In de zomer van 2012 werd De Vries correspondent in China, als opvolger van Wouter Zwart. In november 2018 werd bekend dat De Vries per 1 april 2019 Zwart wederom zal opvolgen, ditmaal als correspondent in de Verenigde Staten. Haar laatste werkdag daar was op 20 januari 2025, toen Donald Trump voor zijn tweede termijn werd geïnaugureerd.

### Bestseller 60
| Boeken met noteringen in de Nederlandse Bestseller 60 | Jaar van verschijnen | Datum van binnenkomst | Hoogste positie | Aantal weken | Opmerkingen |
| ----------------------------------------------------- | -------------------- | --------------------- | --------------- | ------------ | ----------- |
| Amerika Amerika                                       | 2024                 | 25-09-2024            | 51              | 1            |             |